# Chaetomium megasporum
Chaetomium megasporum är en svampart som beskrevs av Sörgel ex Seth 1972. Chaetomium megasporum ingår i släktet Chaetomium och familjen Chaetomiaceae.   Inga underarter finns listade i Catalogue of Life.